# Andrei Kalimullin
Andrei Kalimullin (Kohtla-Järve, 6 ottobre 1977) è un allenatore di calcio ed ex calciatore estone, di ruolo difensore, tecnico del FC Tallinn.

## Palmarès

### Club

#### Competizioni nazionali
- Meistriliiga: 7

Levadia Tallinn: 2000, 2004, 2006, 2007, 2008, 2009
Infonet: 2016
- Esiliiga: 2

Infonet: 2012
Maardu: 2018
- Eesti Karikas: 6

Levadia Tallinn: 1999-2000, 2003-2004, 2004-2005, 2006-2007, 2009-2010
Infonet: 2016-2017
- Eesti Superkarikas: 2

Levadia Tallinn: 2010
Infonet: 2017